# Acrochordonus curtatus
Acrochordonus curtatus är en insektsart som beskrevs av Jennifer M. Cox 1987. Acrochordonus curtatus ingår i släktet Acrochordonus och familjen ullsköldlöss. Inga underarter finns listade i Catalogue of Life.